# Blackwater National Wildlife Refuge
Pour les articles homonymes, voir Blackwater.

Le Blackwater National Wildlife Refuge est un sanctuaire de la vie sauvage situé dans la Maryland.

## Histoire
Le site fait partie du Chesapeake Marshlands National Wildlife Refuge Complex (en). Il est créé en 1933 en tant que sanctuaire de la sauvagine pour les oiseaux migrateurs le long de la route de migration critique appelée Atlantic Flyway (en).

## Caractéristiques
Le refuge est situé sur la côte est du Maryland, sur la péninsule de Delmarva à 12 mi (19 km) au sud de Cambridge dans le comté de Dorchester, et se compose de plus de 110 km2 de zones humides, de marécages saumâtres, de champs ouverts et mixtes à feuilles persistantes et forêts de feuillus. Il est l'une des plus de 540 unités du National Wildlife Refuge System, qui est géré par la United States Fish and Wildlife Service.
Il est alimenté par la Blackwater River et la Little Blackwater River. Le nom eaux noires vient des eaux couleur thé des rivières locales, qui sont assombries par le tanin qui est capté lorsque l'eau s'écoule à travers la tourbe des marais.
Le refuge abrite plus de 250 espèces d'oiseaux, 35 espèces de reptiles et d'amphibiens, 165 espèces de plantes menacées et en voie de disparition et de nombreux mammifères que l'on peut observer tout au long de l'année dans les marais, forêts, prairies et champs. Pendant la migration hivernale, le refuge abrite également plus de 15 000 oies et 10 000 canards. Le refuge abrite actuellement trois espèces en cours de repeuplement:  l'écureuil renard de Delmarva, anciennement en voie de disparition, le faucon pèlerin migrateur et le pygargue à tête blanche américain.

## Galerie

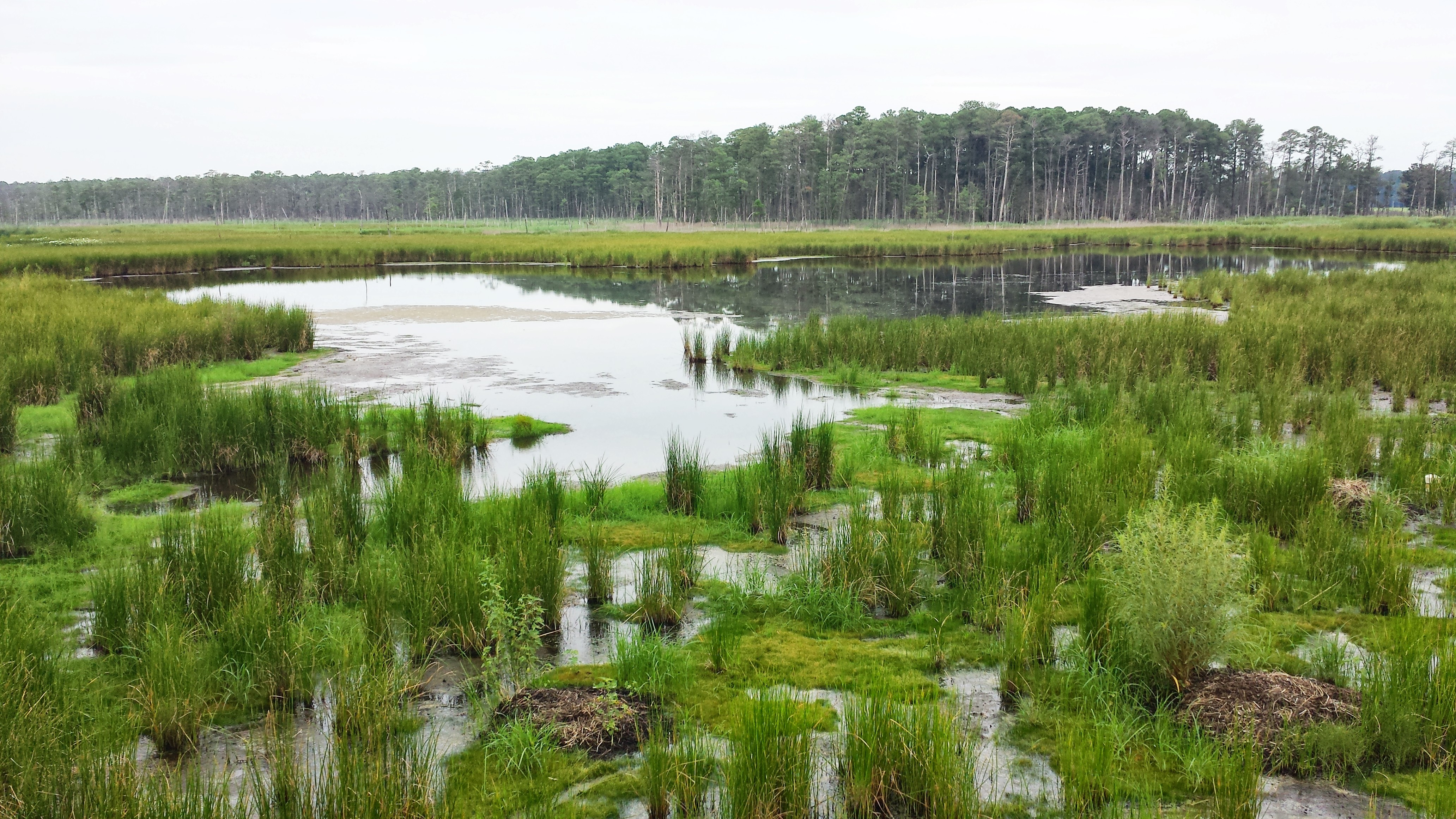
Marais en eau noire
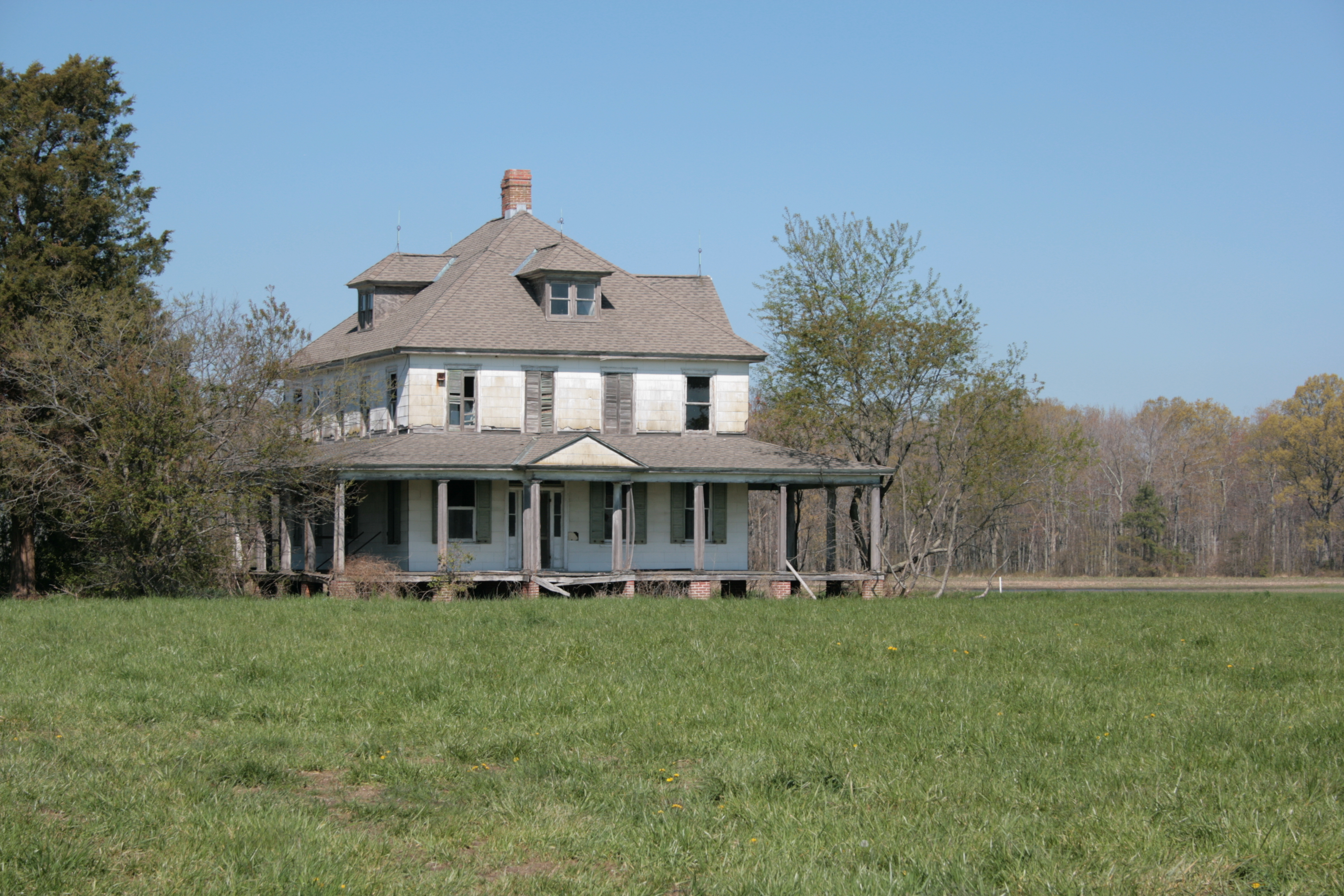
Pavillon d'accueil
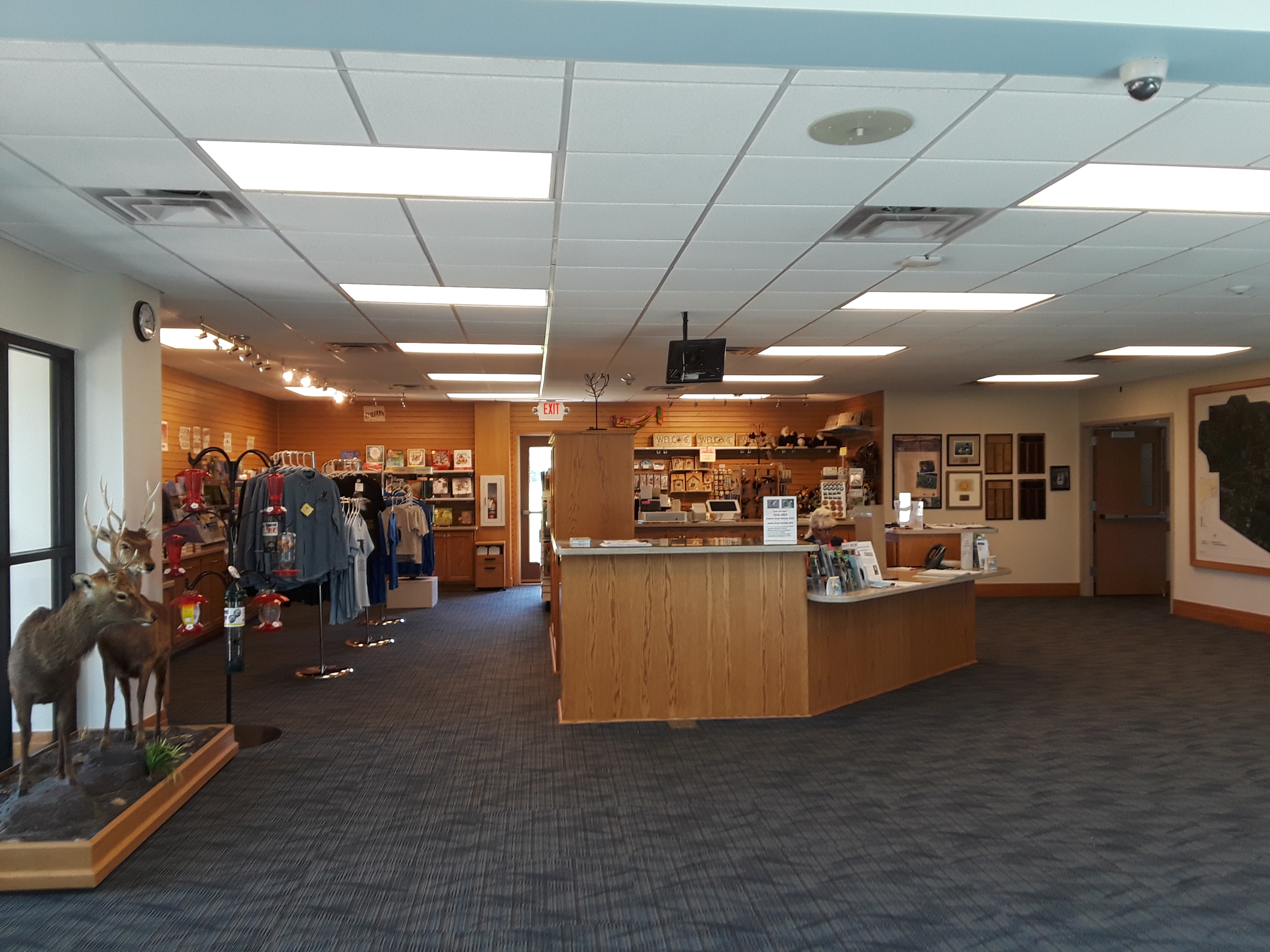
Intérieur du Pavillon